# Elisabeth Onißeit

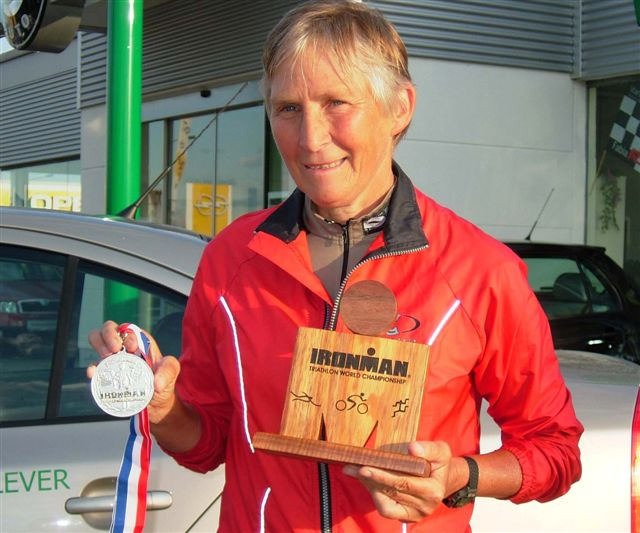
Teilnahme-Plakette, 2004

Elisabeth Onißeit (* 15. September 1944 in Apolda) ist eine deutsche ehemalige Ausdauersportlerin, die an DDR-, Europa- und Weltmeisterschaften teilgenommen hat.

## Leben
Die in Apolda aufgewachsene wurde wegen ihrer leichtathletischen Stärke durch Schule und Sportvereine gefördert, so dass sie in den Sportarten Duathlon und Triathlon bei DDR-Meisterschaften gute Ergebnisse erzielte. Onißeit war auch im Straßenradsport und im Bahnradsport in der DDR aktiv und gewann mehrfach Medaillen bei DDR-Meisterschaften. Sie startete für die BSG Motor Weimar.
Nach der Wende nahm Onißeit an Europa- und Weltmeisterschaften in den Ausdauer-Sportarten teil. Ihre größten Erfolge wurden 2004 (14:48:25 Stunden, Platz 1421) und 2010 (14:20:33, Platz 1646) die Teilnahmen am Ironman Hawaii. Im Jahre 2009 wurde sie von der Stadt Apolda für ein Jahr zur „Brunnenmeisterin“ der Stadt gekürt – ein Ehrenamt, das regelmäßig für verdienstvolle Apoldaer(innen) vergeben wird. Bei dieser öffentlichen Ehrung rief sie die Apoldaer dazu auf, sich sportlich zu betätigen.

## Ehrungen
- Trägerin der Ehrenmedaille der Stadt Apolda